# Dictionnaire Dehkhoda
Le Dictionnaire Dehkhoda (en persan : لغت‌نامه دهخدا) est le plus important dictionnaire en persan jamais écrit, en 15 volumes (26 000 pages). Le livre fut publié après 45 ans d'efforts de la part d'Ali Akbar Dehkhoda et d'un collège d'autres experts.
La série contient 4,5 millions d'entrées (فیش) d'après une citation de Dehkhoda lui-même dans une entrevue, et 3 millions d'entrées d'après l'introduction de la dernière version numérique du dictionnaire par Tehran University Press (version 3.0).
Il a été publié pour la première fois en 1931. Dehkhoda a été aidé par les éminents linguistes Mohammad Moin, Sayyed Jafar Shahidi, et Dabirsiyaghi.
Le travail est devenu si significatif qu'en 1945 une loi fut proposée à la Majles, signée par de nombreux membres du Parlement, dont Mohammad Mossadegh, afin d'allouer un budget spécial et une équipe afin de finaliser le projet. Des bureaux furent fournis pour cette tâche dans l'enceinte de la Majles lui-même, et, plus tard, la totalité du projet fut déplacée à la faculté des sciences humaines de l'université de Téhéran, avec des équipes supplémentaires. C'est là que l'Institut Dehkhoda a été fondé et il existe encore aujourd'hui.

## Références

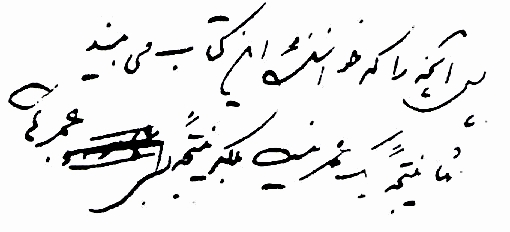
Note personnelle de Dehkhoda: "ce que le lecteur de ce dictionnaire voit n'est pas le résultat du travail de toute une vie, mais plutôt le résultat de vies de travail de nombreuses personnes".